# Copelatus inopinatus
Copelatus inopinatus är en skalbaggsart som beskrevs av Bilardo och Rocchi 1995. Copelatus inopinatus ingår i släktet Copelatus och familjen dykare. Inga underarter finns listade i Catalogue of Life.